# Chariesthes angolensis
Chariesthes angolensis är en skalbaggsart som beskrevs av Stefan von Breuning 1968. Chariesthes angolensis ingår i släktet Chariesthes och familjen långhorningar.
Artens utbredningsområde är Angola. Inga underarter finns listade i Catalogue of Life.